# Leakesville
La ville de Leakesville est le siège du comté de Greene, situé dans l'État du Mississippi, aux États-Unis. Sa population s'élevait à 3 775 habitants lors du recensement de 2020.

## Source
- (en) Cet article est partiellement ou en totalité issu de l’article de Wikipédia en anglais intitulé « Leakesville, Mississippi » (voir la liste des auteurs).